# Sotrama
Les Sotramas sont des minibus assurant les transports en commun au Mali, majoritairement dans la capitale Bamako.

## Histoire

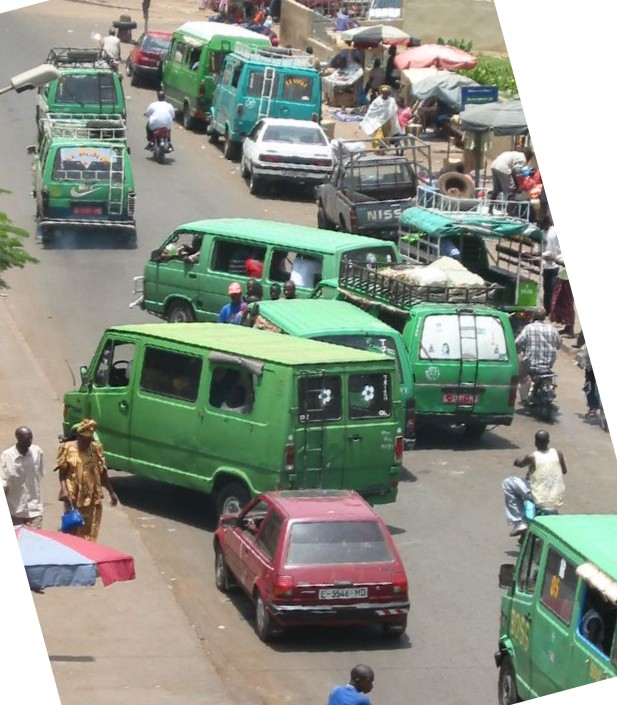
Des Sotramas à Bamako en 2003.

La société des transports du Mali est fondée en 1978. Elle reçoit l'autorisation d'exploiter six lignes à Bamako, avec un effectif initial de 7 minibus. Les difficultés de gestion matérielle compliquent l'expansion de l'entreprise et elle autorise à partir des années 1980 d'autres conducteurs indépendants à exploiter ses lignes, en échange d'une cotisation. Le parc appartenant en propre à la Sotrama ne dépasse pas trente véhicules. De 59 en 1980, le nombre total de Sotramas dépasse 2000 en 1998 d'après une étude du Sub-Saharan Africa Transport Policy Program tandis qu'une étude de l'Institut de recherche pour le développement et de Cités et Gouvernements locaux unis évalue leur nombre en 2001 à 4 170. Le nombre de Sotrama décroit lentement, 3 163 étant en service en 2011.
En 1993, 24 % des voyages en véhicule à Bamako se font en Sotrama. En 1996, un voyage en Sotrama coûte en 75 et 100 francs CFA, à comparer avec les 125 francs d'un trajet en bus classique.

## Organisation

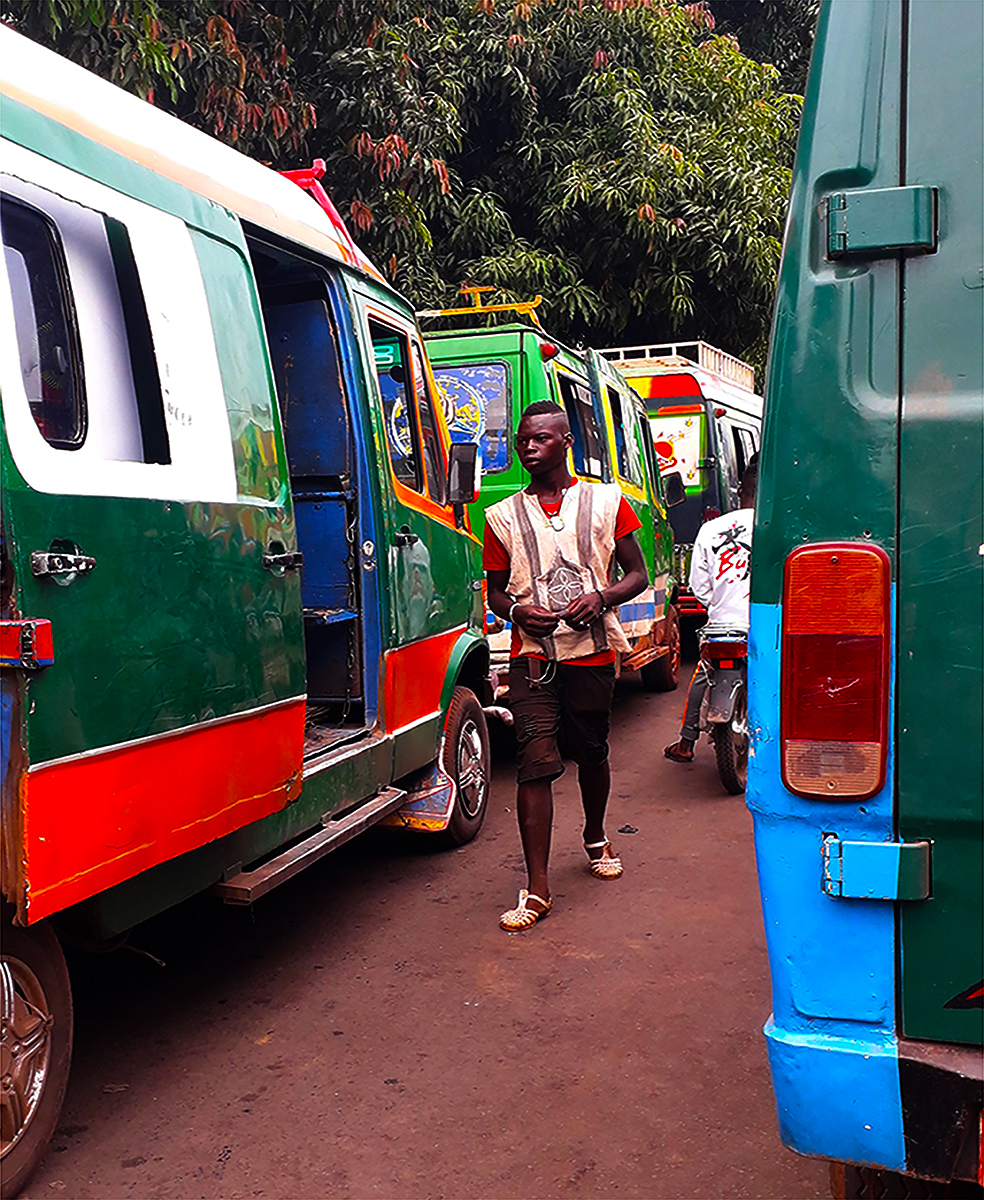
Des Sotramas à Bamako rail-da (ancienne gare de Bamako).

La plupart des minibus sont des Toyota HiAce,. Le chauffeur conduit tandis que son apprenti gère l'installation des passagers. Certains Bamakois considèrent que le comportement des conducteurs et des apprentis vis-à-vis des passagers n'est pas toujours  respectueux,.
Les Sotramas sont souvent bondés. Toutefois, un chauffeur de Sotrama vide va conduire lentement, voire s'arrêter, pour récupérer de nouveaux clients.